# Pierre Jodet
Pierre Jodet est un coureur cycliste français, né le 8 avril 1921 à Vendœuvres (Indre), et mort le 9 janvier 2016 au Blanc. Il devient professionnel en 1944 et le reste jusqu'en 1958. Il a essentiellement brillé en cyclo-cross. 
Une cyclotouriste, la « Pierre-Jodet » se court annuellement à Vendœuvres depuis les années 1980.

## Palmarès en cyclo-cross
- 1947
  - 2e au championnat de France de cyclo-cross

- 1948
  - 2e au championnat de France de cyclo-cross

- 1950
  -  Champion de France de cyclo-cross
  -  Médaillé de bronze du championnat du monde de cyclo-cross

- 1951
  - 2e du championnat de Paris de cyclo-cross
  -  Médaillé de bronze du championnat du monde de cyclo-cross

- 1952
  - Champion de Paris de cyclo-cross

- 1953
  - Champion de Paris de cyclo-cross
  - 6e du championnat du monde de cyclo-cross

- 1954
  - 2e au championnat de France de cyclo-cross
  -  Médaillé d'argent du championnat du monde de cyclo-cross
  - 3e du championnat de Paris de cyclo-cross

- 1955
  - 3e du championnat de Paris de cyclo-cross
  - 4e du championnat du monde de cyclo-cross

- 1956
  - Champion de Paris de cyclo-cross
  - 3e au championnat de France de cyclo-cross
  - 6e du championnat du monde de cyclo-cross

- 1957
  - Champion de Paris de cyclo-cross
  - 2e au championnat de France de cyclo-cross
  - 8e du championnat du monde de cyclo-cross

- 1958
  - Champion de Paris de cyclo-cross

- 1959
  - Champion de Paris de cyclo-cross

- 1960
  - Champion de Paris de cyclo-cross

## Palmarès sur route
- 1943
  - Paris-Alençon
  - 2e de Paris-Évreux
  - 2e du Circuit des Aiglons
- 1946
  - 2e étape d'Angers-Laval-Angers
  - 2e d'Angers-Laval-Angers